# شتاندارتن فوهرر
إس إس شتاندارتن فوهرر هي رتبة شبه عسكرية تم استخدامها في العديد من منظمات الحزب الألماني النازي، مثل كتائب العاصفة و SS و الفيلق الاشتراكي الوطني الالي وفيلق الاشتراكيين الوطنيين.

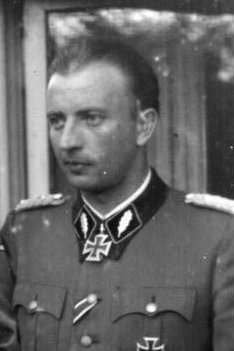
هيرمان فيجيلين في دور اس اس - شتاندارتن فوهرر

.

## الشارة

علامة الكتف SS ( المشاة )
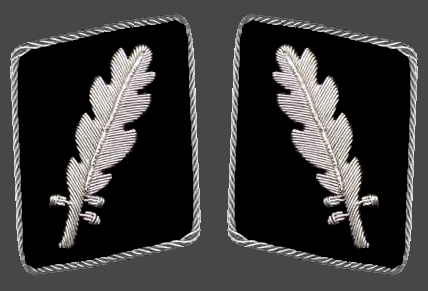
قوات الأمن الخاصة
الفيلق الاشتراكي الوطني الالي
فيلق الاشتراكيين الوطنيين